# Carabine FM
Carabine FM est une émission humoristique de variétés de la Télévision suisse romande, diffusée entre 1986 et 1998.
Basée sur une émission de radio du même nom diffusée sur Couleur 3, elle était également présentée par Lolita, Gérard Mermet et Alain Monney. Un artiste était invité lors de chaque émission et avait l'occasion d'interpréter plusieurs titres de son répertoire, parmi lesquels Alain Chamfort, Étienne Daho, Catherine Lara, Hubert-Félix Thiéfaine, Gloria Lasso, Nits, Les Rita Mitsouko, Éric Morena, Alain Souchon, Laurent Voulzy ou The Young Gods.

## Sources
- http://archives.24heures.ch, « Carabine FM, dernière salve » (consulté le 24 août 2008)
- http://archives.tsr.ch, « L'humour écalé de Carabine FM » (consulté le 24 août 2008)